# Mezquita Chin
La mezquita Chin ( en idioma azerí: Çin məscidi) es una mezquita histórica del siglo XIV. Es parte de la Ciudad Vieja y se encuentra en la calle Kichik Gala, cerca del Palacio de los Shirvanshahs, en la ciudad de Bakú, capital de Azerbaiyán. El edificio también fue registrado como monumento arquitectónico nacional por decisión del Gabinete de Ministros de la República de Azerbaiyán de fecha 2 de agosto de 2001, n.º 132.

## Historia
Según la inscripción epigráfica en la fachada, en la parte superior de la puerta de entrada, la mezquita fue construida en 1375 (Hégira 777). También se observa que la mezquita fue construida por la voluntad de Fazlullá Imán Ibn Shirvani. Por esta razón, a veces la mezquita se llama por su nombre. De la otra escritura epigráfica en la fachada se desprende que el monumento fue restaurado en 1772-1773 (Hégira 1186) por Masood Ali.

Inscripciones en la fachada de la Mezquita Chin
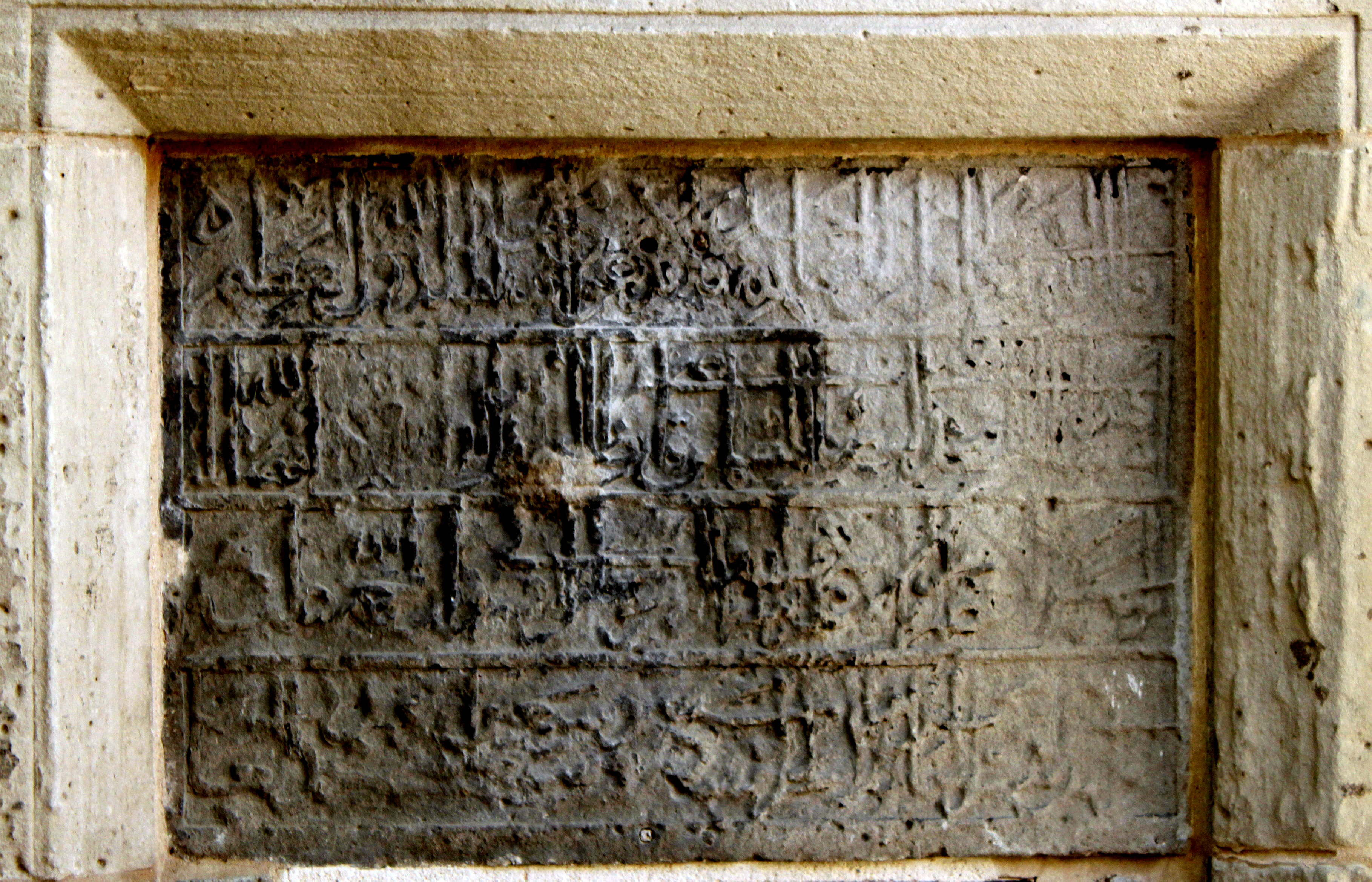
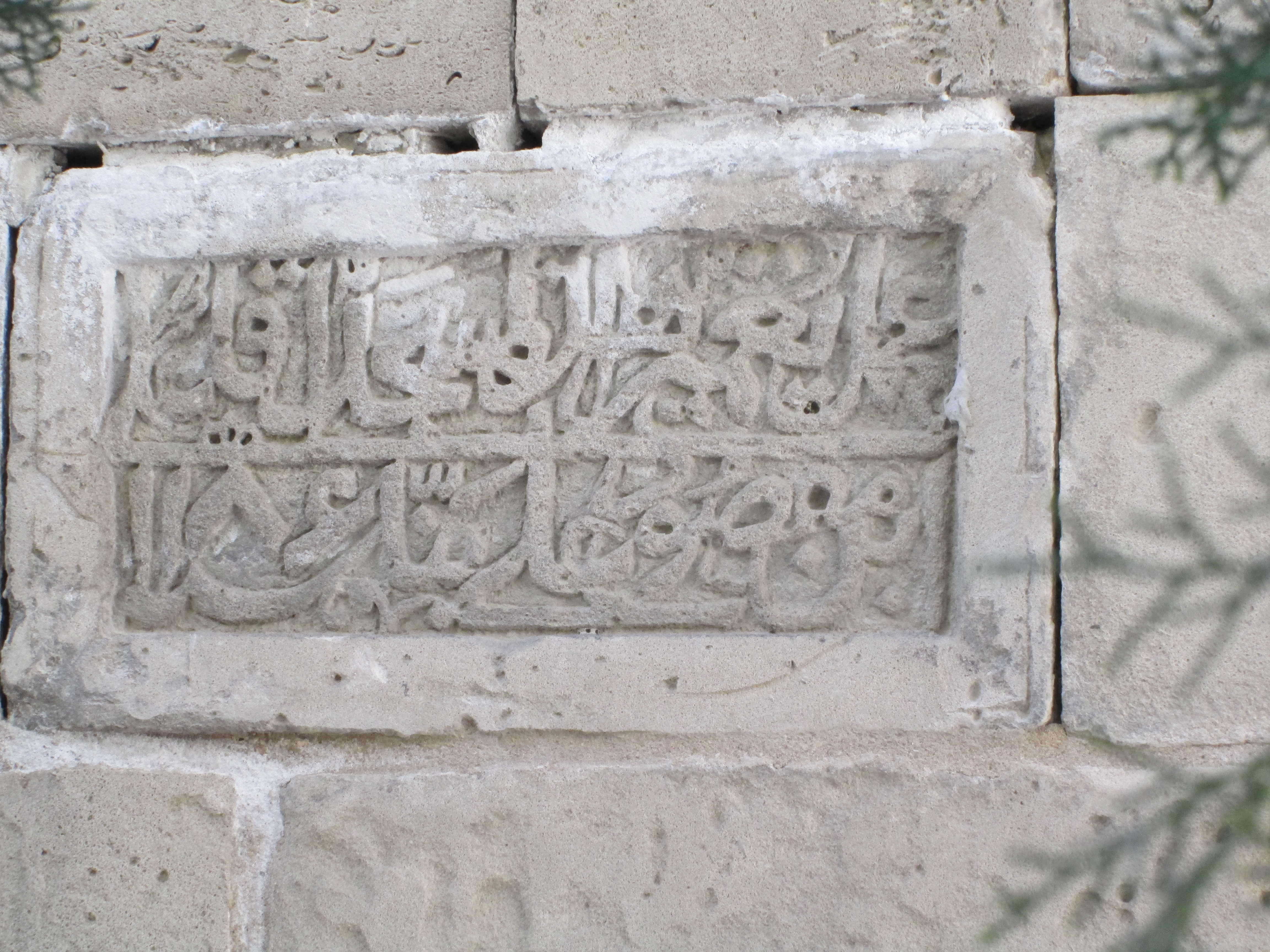

En 2012, el Departamento de la Reserva Histórica y Arquitectónica del Estado de la Ciudad Vieja realizó importantes obras de reparación y restauración en el museo.

## Arquitectura
El mihrab de forma estalactita, consta de cinco niveles enmarcados con un rectángulo en la pared sur del interior, forma ciertos motivos de la escuela de arquitectura Shirvan-Absheron en su conjunto. En los bordes se colocan pequeños nichos.
La fachada principal de la mezquita es asimétrica y su composición rígida y voluminosa se destaca con una entrada de portal de tipo clásico. El marco rectangular perfilado con precisión del portal, la cavidad perfilada y el encabezado epigráfico de árabe se representan en forma clásica, en el fondo de toda la pared de la fachada. Entre los portales de estilo oriental de la Edad Media de la ciudad, el portal de esta mezquita es el más clásico.

## Galería

Diversas vistas de la antigua mezquita
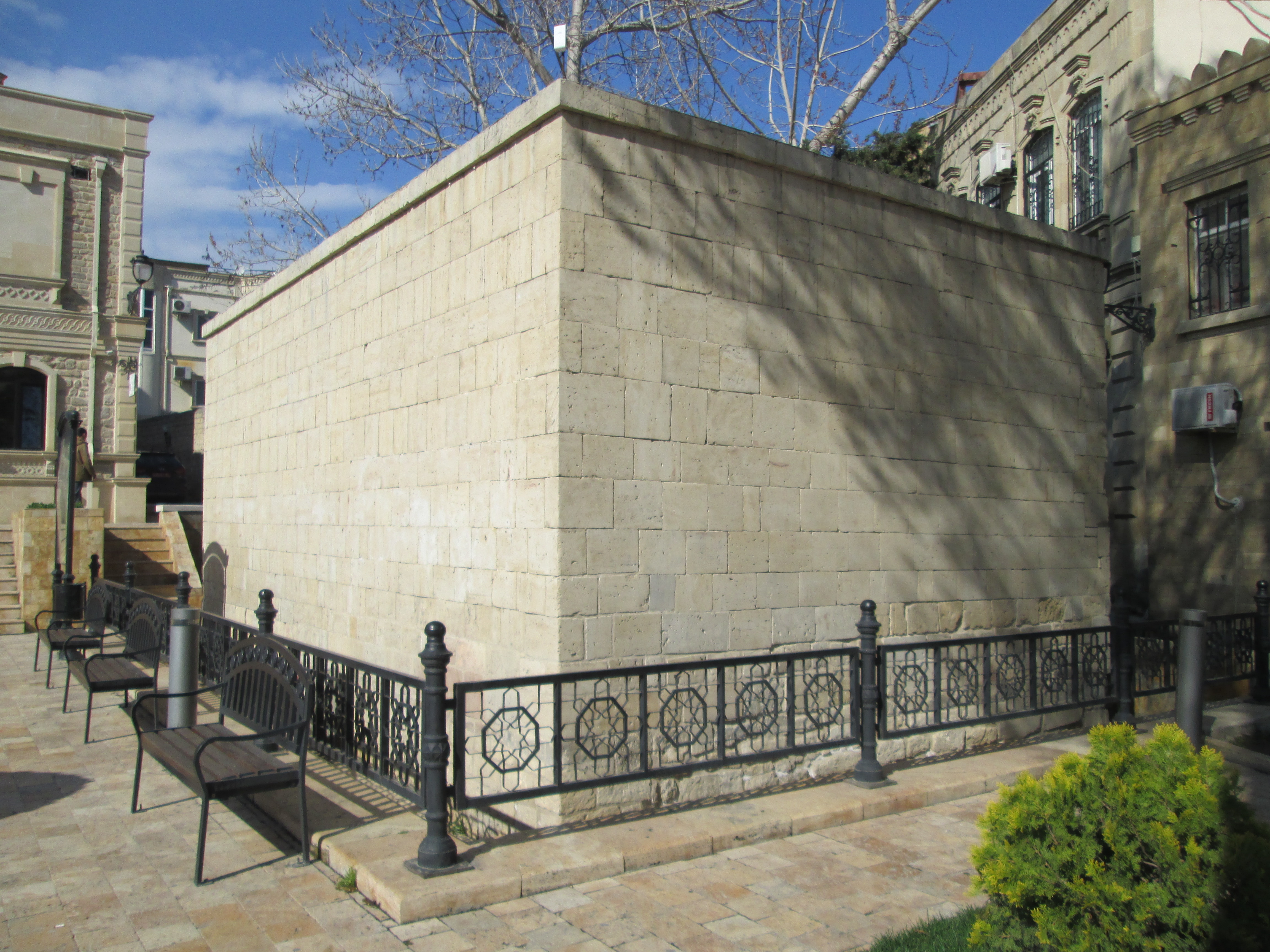
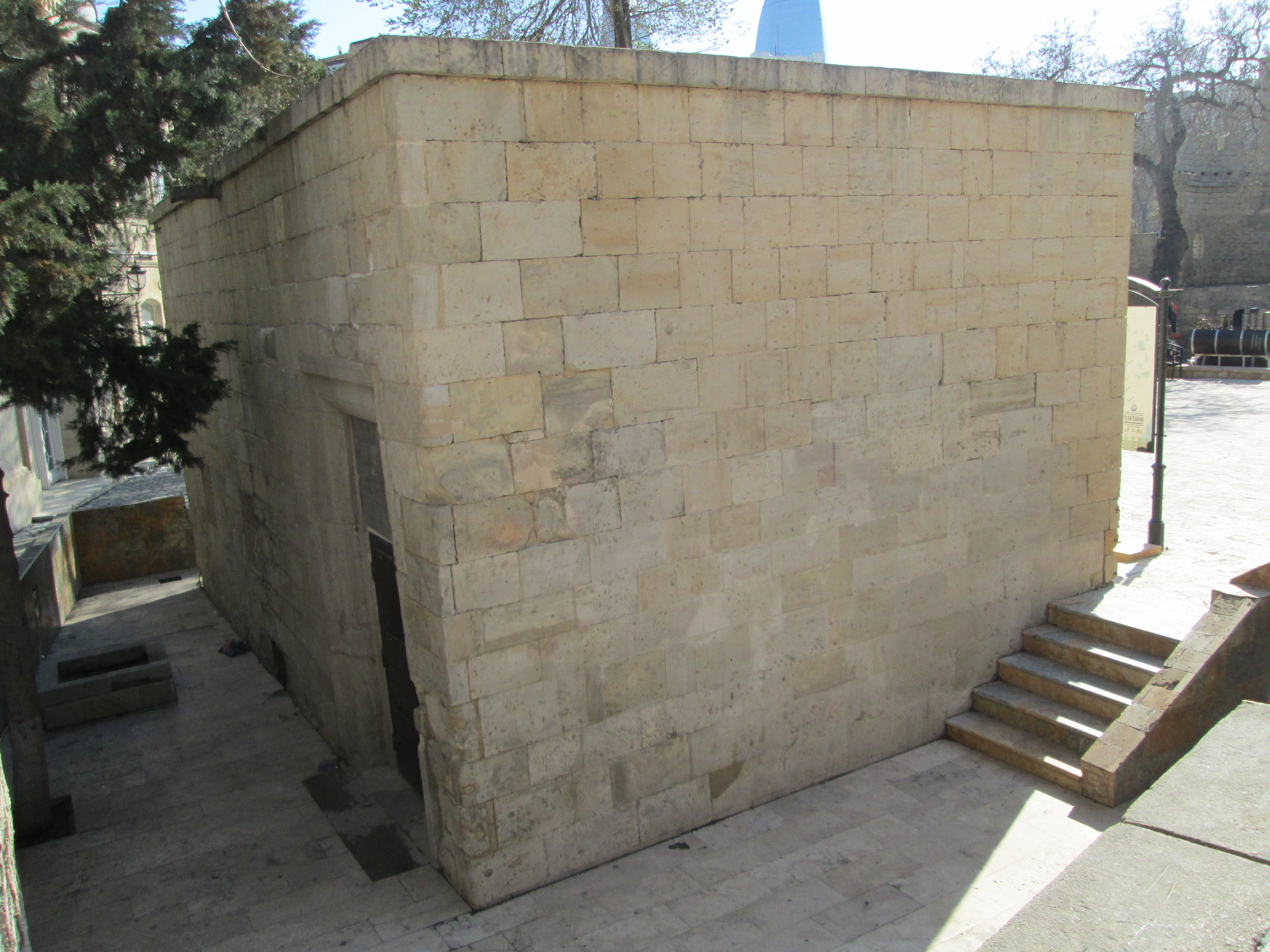
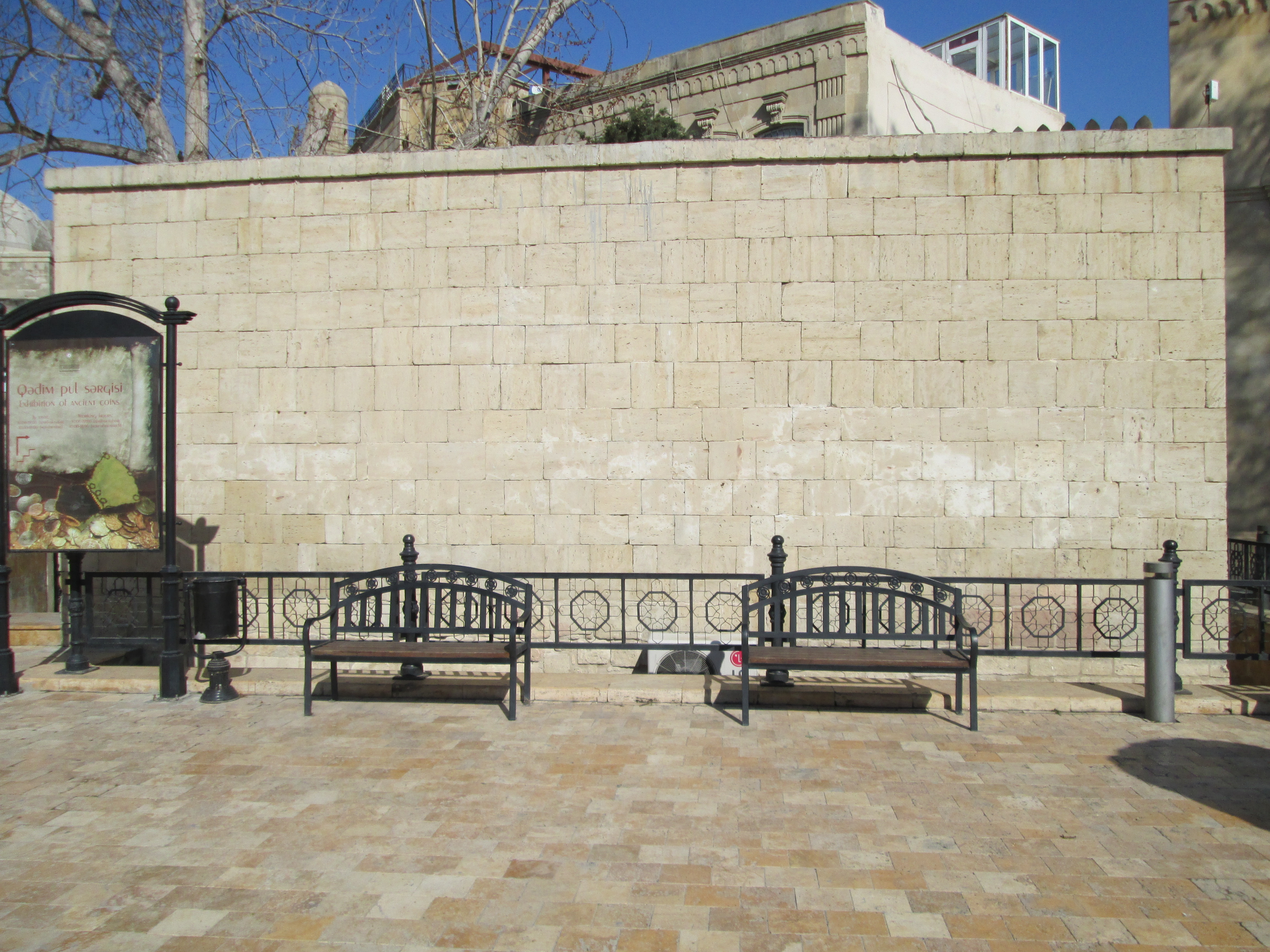
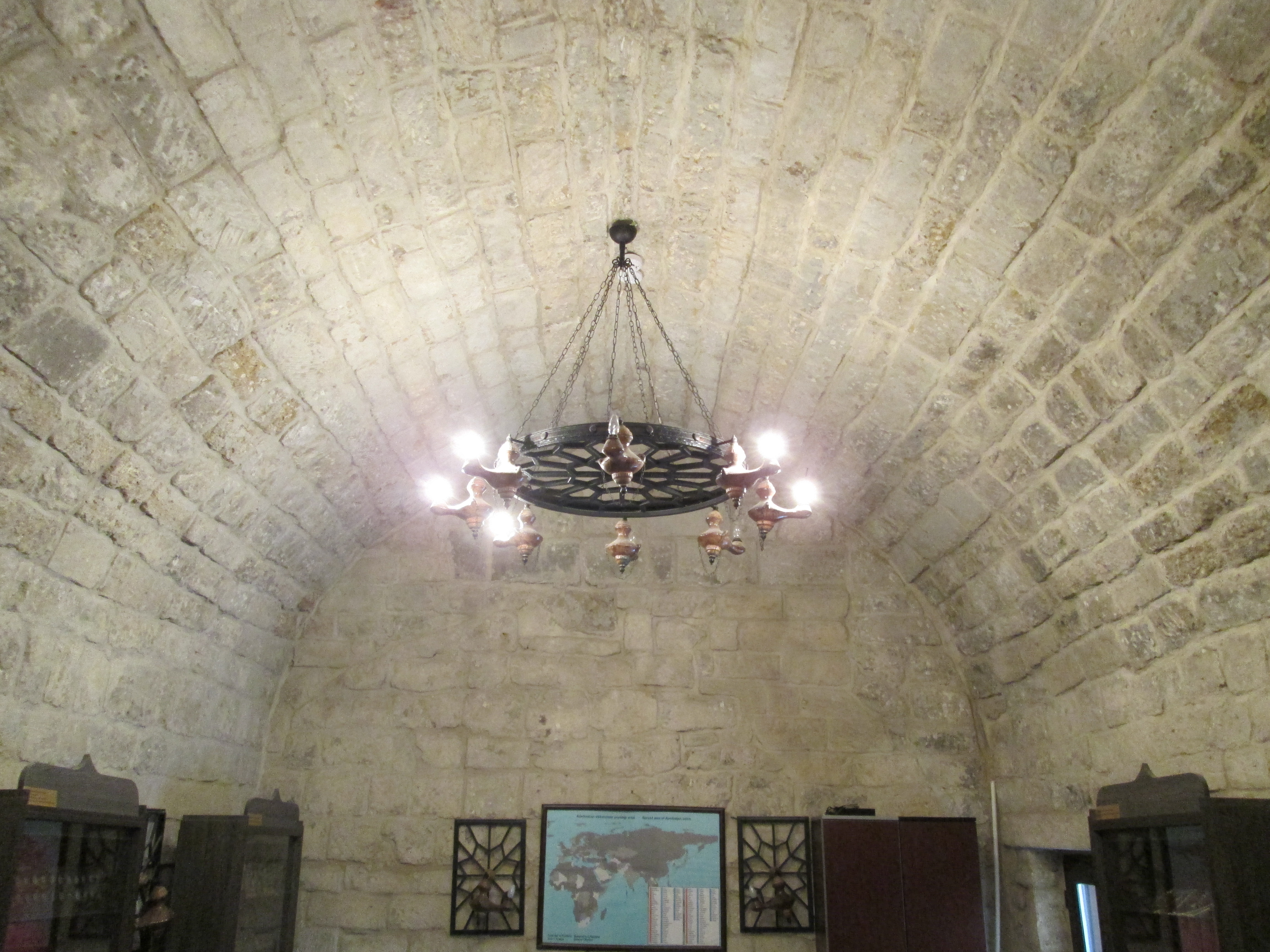

## Exposición de monedas
Las monedas antiguas y otras se exhiben y conservan en la mezquita. La exposición principal del museo son las unidades monetarias y monedas y otras exhibiciones antiguas interesantes de la era de los sasánidas, safavíes, Shirvanshah y otros, que existieron en varios períodos desde el comienzo de la circulación de dinero en Azerbaiyán. Las exhibiciones se dividen en períodos separados y se agrupan en varias vitrinas. Las características generales del período, las especificaciones, los tipos y la información sobre la ubicación de las unidades monetarias de ese período se colocan en un tablero separado fuera de las vitrinas.